# Amblyomma triguttatum
Amblyomma triguttatum är en fästingart som beskrevs av Koch 1844. Amblyomma triguttatum ingår i släktet Amblyomma och familjen hårda fästingar. Inga underarter finns listade i Catalogue of Life.

## Bildgalleri

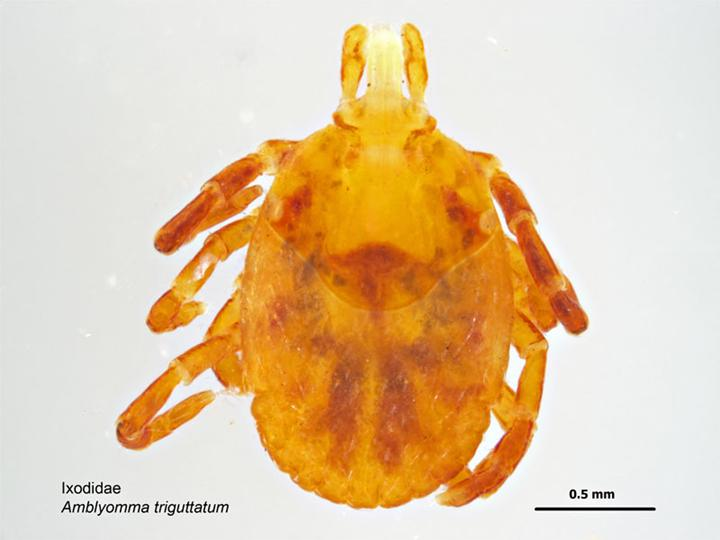
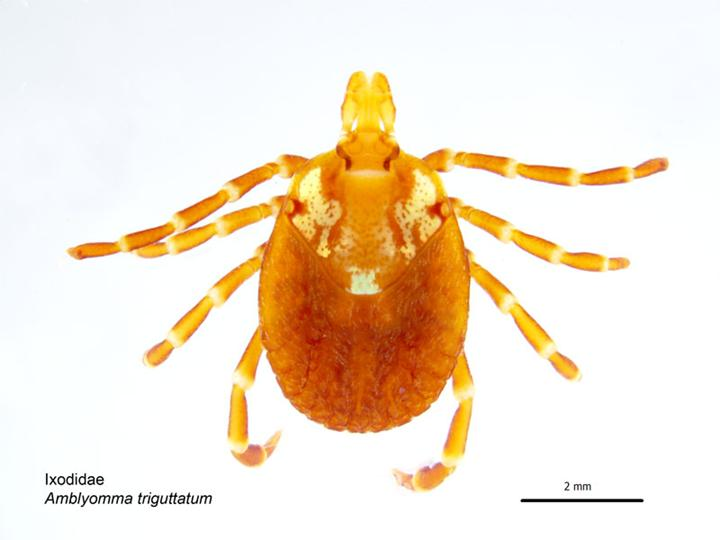
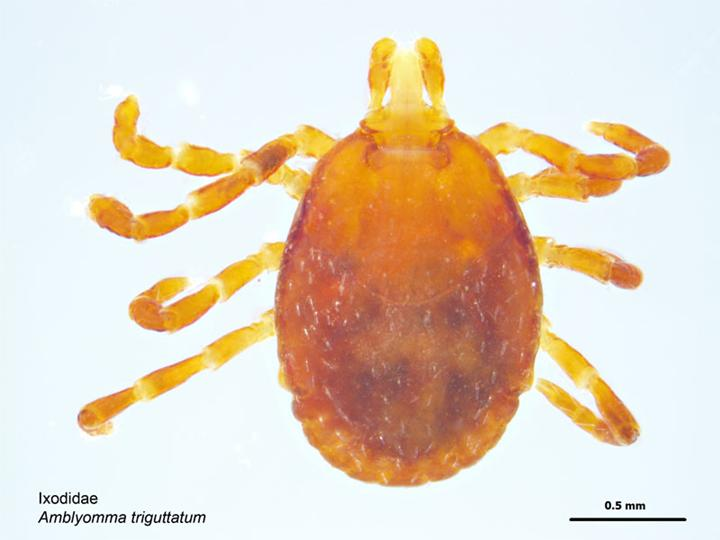
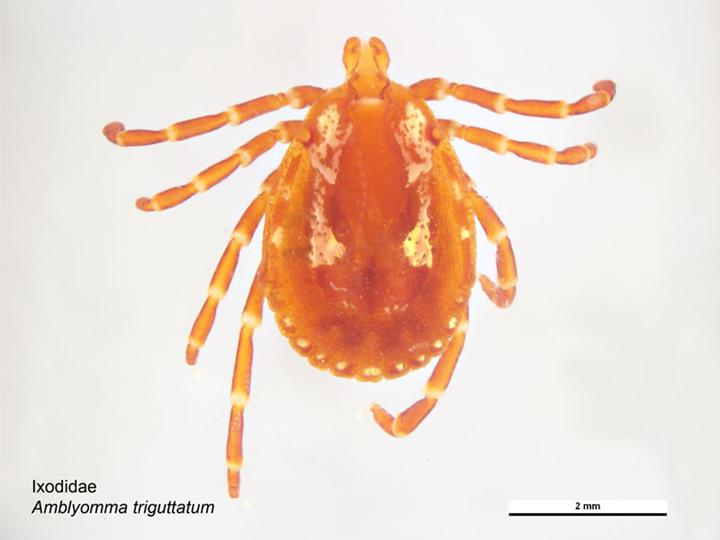